# Peter Neumann (Automatisierungstechniker)

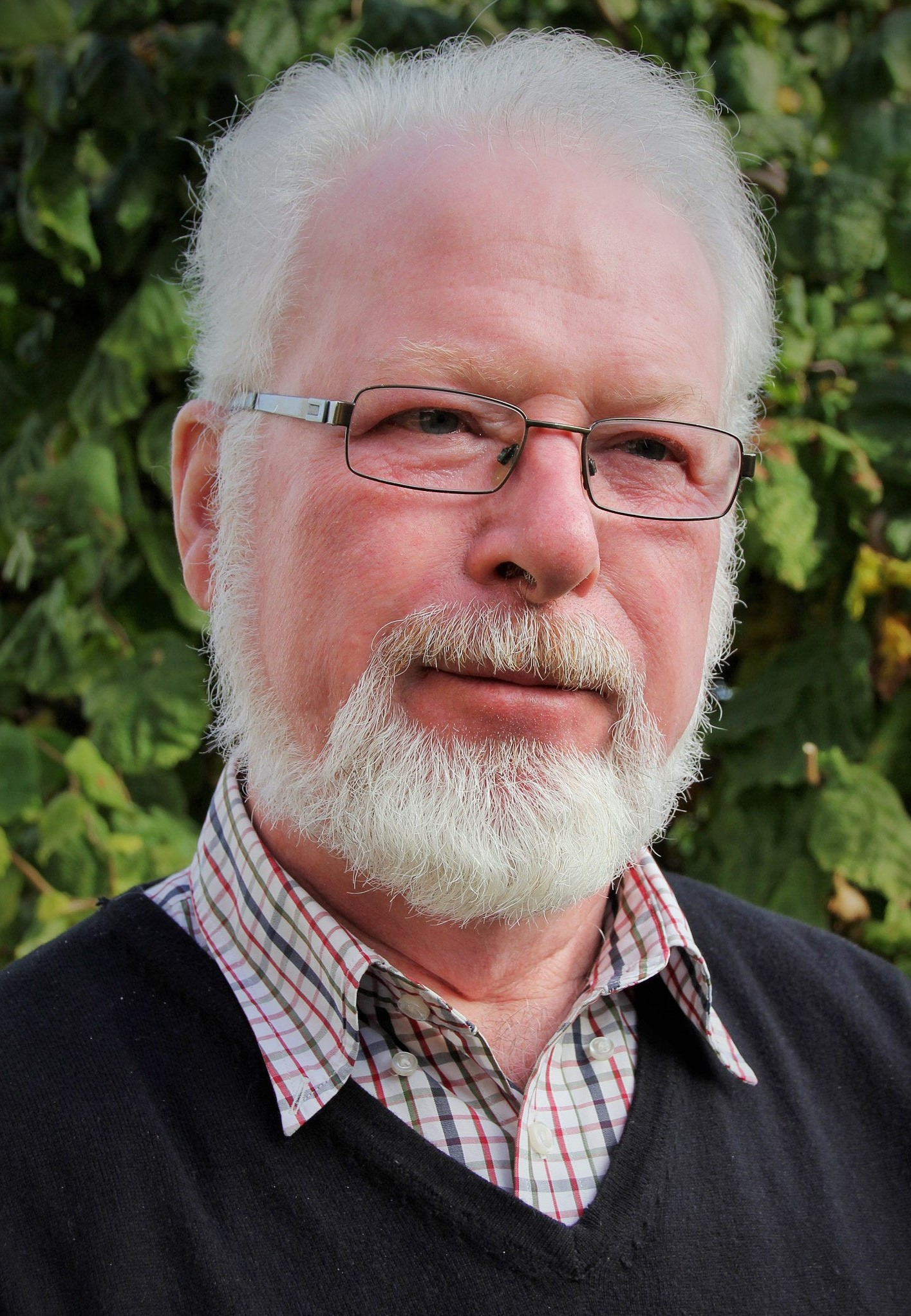
Peter Neumann (2015)

Peter Neumann (* 30. November 1941 in Sorau; † 2. Oktober 2023) war ein deutscher Ingenieur und Professor. Er gehörte zu den Pionieren der Automation und Kommunikation auf Mikrorechnerbasis in Deutschland.

## Werdegang
Neumann wurde als Sohn des Verwaltungsangestellten Paul Neumann und seiner Ehefrau Maria in Sorau (Niederlausitz, heute Polen) geboren. Anfang 1945 erfolgte die Umsiedlung nach Thüringen. Von 1948 bis 1956 besuchte er die Grundschule in Rastenberg und anschließend die Oberschule in Buttstädt bei Sömmerda.
Nach dem Abitur 1960 arbeitete er als Schmelzer im Stahl- und Walzwerk in Gröditz, danach studierte er von 1961 bis 1967 an der Technischen Universität Dresden das Fach Schwachstromtechnik mit Spezialisierung Regelungstechnik an dem 1955 erstmals im deutschsprachigen Raum gegründeten Institut für Regelungstechnik (Direktor: Heinrich Kindler). Im Jahre 1967 erwarb er den akademischen Grad Diplom-Ingenieur in der Fachrichtung Regelungstechnik an der Fakultät Elektrotechnik. Sein Berufseinstieg erfolgte unmittelbar danach an der Technischen Hochschule „Carl Schorlemmer“ in Merseburg als wissenschaftlicher Assistent am Automatisierungslehrstuhl von Georg C. Brack, wo er bis 1970 tätig war.
Basierend auf seinen Arbeiten zur Modellbildung, automatischen Steuerung und Optimierung chemischer Reaktoren konnte er 1971 zur Automatisierung chemischer Reaktoren promovieren. Die Dissertation leistete einen Beitrag zur theoretischen Behandlung, Simulation und optimalen Steuerung von Systemen mit verteilten Parametern. Seine besonderen Leistungen wurden mit der Verleihung des „Carl Schorlemmer-Preises“ 1971 gewürdigt.
Er war von 1962 bis 1976 mit Karin Neumann, geb. Ulbricht, verheiratet. Aus dieser Ehe gingen eine Tochter und ein Sohn hervor. Seit 1977 war er mit Ursula Neumann, geb. Elle, verheiratet. Aus dieser Ehe ging der Sohn Klaus hervor.
Peter Neumann starb am 2. Oktober 2023 im Alter von 81 Jahren. Er wurde auf dem Neustädter Friedhof in Magdeburg beigesetzt.

## Als Regelungstechniker in der Industrie
Von 1970 bis 1981 war Neumann im VEB Geräte- und Regler-Werke Teltow (GRW), dem Zentralen Anlagenbau der Automatisierungstechnik der DDR, als Mitarbeiter in der Forschung und Entwicklung sowie als Abteilungsleiter und Hauptabteilungsleiter tätig. Als Entwicklungsleiter hatte er ein jährliches Umsatzvolumen von rund 700 Mio. Mark zu verantworten. Unter seiner Leitung wurde ein Prozessleitsystem auf Mikrorechnerbasis mit der Bezeichnung „audatec“ entwickelt, das technisch mit dem Siemens-System TELEPERM M vergleichbar war, 1984 seine Markteinführung erlebte und im gesamten damaligen Ostblock vielfältige Anwendung für die Anlagenautomatisierung fand.
Zusätzlich war er als Themenverantwortlicher in der Abteilung Grundlagenforschung für die Umsetzung der Vertragsforschungsergebnisse verschiedener Hochschulen sowie der Akademie der Wissenschaften der DDR, Zentralinstitut für Kybernetik und Informationsprozesse (ZKI), Bereich Dresden (Leiter: Hans-Joachim Zander) zuständig, vor allem für algorithmische Arbeiten laufender Automatisierungsvorhaben. Seine Habilitationsschrift zum akademischen Grad Dr. sc. techn. (1991 umgewandelt in Dr.-Ing. habil.) auf dem Gebiet der Mikrorechner-Automatisierungsanlagen entstand während seiner Industrietätigkeit und wurde an der TH Karl-Marx-Stadt verteidigt (heute TU Chemnitz).
Neumann hat durch seine Grundlagenforschungen zur Berechnung und Dimensionierung von Mikrorechner-Automatisierungsanlagen neue Beiträge zur methodischen Basis für deren Zeitverhaltens- und Zuverlässigkeitsanalyse erbracht. Dazu gehörten auch die Beschreibung und effektive Gestaltung des Ankunftsprozesses von Echtzeitforderungen, die Verhaltensanalyse und Dimensionierung von Prozessleitsystemen sowie die Echtzeitverhaltensanalyse von Bussystemen. Auch theoretische Arbeiten zu ausfalltoleranten Ressourcengruppen und simulative Verhaltensanalysen eines ausfalltoleranten Feldbussystems gehörten zu seinen Themenschwerpunkten der 1970er und 1980er Jahre.
Das GRW unterstützte generell die Kooperation mit Hochschulen, Universitäten und Instituten der Akademie der Wissenschaften (AdW), sodass neben Neumann noch weitere Professoren aus diesem Umfeld hervorgegangen sind: Heinrich Wilhelmi (TH Magdeburg), Roland Werthschützky (TU Darmstadt), Wolfgang Wilhelmi (AdW Berlin), Alfred Iwainsky (AdW, heute GFaI Berlin).

## Wirken als Professor für Automation und Kommunikation
Im Jahre 1981 wurde Peter Neumann als ordentlicher Professor auf den Lehrstuhl „Geräte und Anlagen der Automatisierungstechnik“ an die Technische Hochschule Otto-von-Guericke Magdeburg (THM), Sektion Technische Kybernetik und Elektrotechnik berufen (Gründungsdirektor: Heinz Töpfer; damals amtierender Direktor: Reinhold Krampitz). Dieses Fachgebiet wurde seit der Gründung des Instituts für Regelungstechnik im Jahr 1960 an der THM gepflegt (Gründungsdirektor: Heinrich Wilhelmi; Gründungsassistent: Herbert Ehrlich). Es wurde von Heinz Töpfer und Werner Kriesel in den 1970er Jahren sogar stark ausgebaut, war aber durch deren Fortgang nach Dresden bzw. Leipzig seit 1978/1979 verwaist. Hinzu kam 1980 der unerwartete Tod des Wissenschaftsbereichsleiters Siegfried Rudert, sodass die Leitung des Wissenschaftsbereiches zu Ulrich Korn wechselte. Neumann musste also grundlegende Aufbau- und Profilierungsarbeit leisten. Nach der deutschen Wiedervereinigung wurde Neumann im Ergebnis seiner Evaluierung 1992 als Universitäts-Professor (C4) auf den Lehrstuhl „Automatisierungstechnik“ an die Technische Universität Otto-von-Guericke Magdeburg wiederberufen (seit 1993: Otto-von-Guericke-Universität Magdeburg).
Mikrorechnerbasierte Prozessleitsysteme benötigen wegen der dezentralen Strukturen industrielle Kommunikationssysteme. Schon in den 1980er Jahren war deshalb eines seiner Forschungsfelder den Feldbussen gewidmet. Hier legte er bereits in der DDR erste Grundlagen, folglich entstand sein großes Engagement in der Profibus Nutzerorganisation (PNO) sowohl als Beiratsmitglied als auch als Fachausschussvorsitzender für die gesamte Technologieentwicklung. Dieses Engagement endete erst nach 15 Jahren bei seinem Eintritt in den Ruhestand; er ist Ehrenmitglied der PNO.
Bereits während seiner Hochschultätigkeit in den 1980er Jahren lag ihm die angewandte Forschung sehr nahe. Viele Drittmittel waren in dem von ihm geleiteten „Hochschul-Industrie-Komplex Automatisierungstechnik“ angesiedelt. Dieser hohe Drittmittelanteil konnte auch nach der Wiedervereinigung am „Institut für Automatisierungstechnik“ (IFAT), das im Zusammenwirken mit Ulrich Korn aus dem Wissenschaftsbereich Regelungstechnik und Prozesssteuerung entwickelt wurde und unter seiner Leitung von 1991 bis 1994 mit etwa 30 Mitarbeitern bei vier Lehrstühlen arbeitete, engagiert weitergeführt werden.
Sein wissenschaftliches Engagement lag an diesem Institut auf den Themen Methoden und Werkzeuge für die Leistungsanalyse und Tests verteilter Automatisierungssysteme, insbesondere die automatische Testfolgenableitung aus formalen Spezifikationen der Kommunikationssysteme und der Echtzeitkommunikation in verteilten Automatisierungssystemen (Feldbussysteme, Prozessdatenbussysteme). Diesen Themen sowie den Grundlagen der Automatisierungstechnik und der Prozessinformatik war seine Lehrtätigkeit gewidmet. Durch seine umfangreichen nationalen und internationalen Kontakte hielt Neumann viele Block-Vorlesungen im In- und Ausland. Sowohl in der Zeit vor 1990 als auch danach hatte Neumann verschiedene Aufgaben als Wissenschaftsbereichsleiter, Institutsleiter und Mitglied des Fakultätsrates der Universität.

## Wirken als Gründer des Instituts für Automation und Kommunikation (ifak)

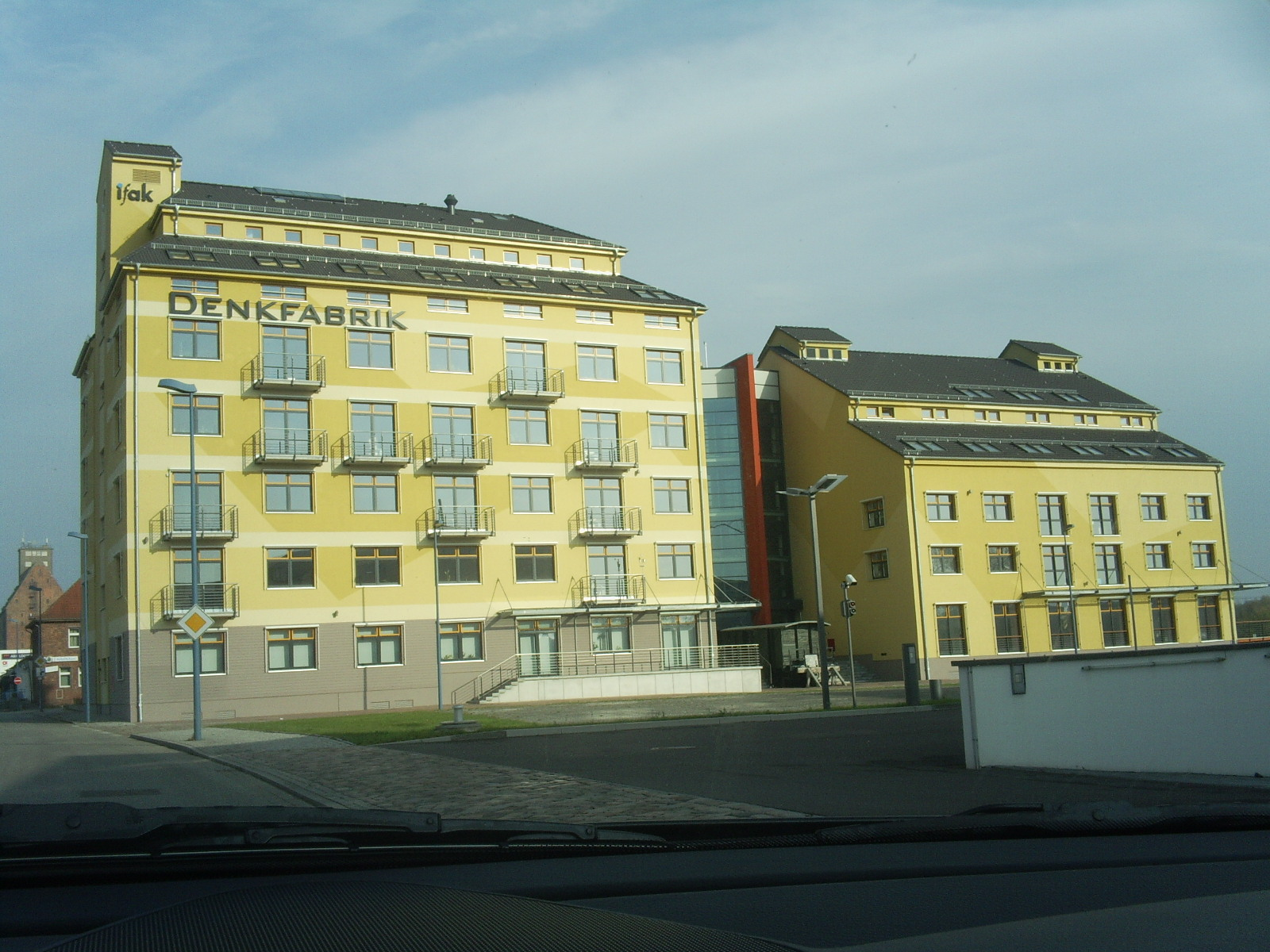
Institut für Automation und Kommunikation (ifak), Denkfabrik im Magdeburger Wissenschaftshafen, 2008

Neumann gründete 1991 den Trägerverein des gleichnamigen Instituts für Automation und Kommunikation e. V. (ifak). Seine Institutsleitung am Universitätsinstitut IFAT gab er 1994 auf, seine kontinuierliche Lehrtätigkeit endete 1999. Neumann hat das ifak im Sinne eines Fraunhofer-Instituts aufgebaut. Als Vorstandsvorsitzender des Vereins und als Institutsleiter entwickelte er das ifak zu einem leistungsfähigen national und international anerkannten An-Institut der Universität für angewandte Forschung. In dieser Aufgabe konnte er seine ausgesprochen umfangreichen Erfahrungen bei der Führung von Menschen zur Erlangung anspruchsvoller Ziele, seine Fähigkeit des technischen, organisatorischen und wirtschaftlichen Denkens und seinen ruhelosen Forscherdrang mit großem Erfolg einbringen.
Das ifak wuchs unter seiner Leitung von anfangs acht auf über 50 Mitarbeiter, bereits im Jahre 1997 entstand als Ausgründung die ifak system GmbH, in der weitere 35 Mitarbeiter für die Überführung von Forschungsleistungen des ifak sorgen sowie Dienstleistungen für die Anwender von neuartigen Lösungen der Automation und Kommunikation erbringen.
Der fachliche Erfolg auf einem breiten Gebiet von der industriellen Kommunikation über die Verkehrstelematik, der Messtechnik für die Stoffanalytik, der Wasserbehandlung bis zum Engineering von Leitsystemen war immer mit Menschen verbunden, die unter seiner Anleitung Herausragendes leisteten. Diese Fähigkeit, die volle Leistungsmöglichkeit der Mitarbeiter wirksam zu machen, ist eines seiner Erfolgskonzepte. Dies zeigt sich auch in den Promotionen und Professoren-Berufungen, die unter seiner Leitung aus dem ifak hervorgegangen sind. Darunter auch Ulrich Jumar, der Anfang 2005 die Institutsleitung des ifak übernahm. Zusätzlich ist er als Professor am Institut für Automatisierungstechnik (IFAT, heute "ifat" abgekürzt) der Otto-von-Guericke-Universität tätig. Andererseits wirkt der dort hauptberuflich als Professor tätige Christian Diedrich – ebenfalls ein akademischer Schüler von Neumann – gleichzeitig am ifak als Stellvertretender Institutsdirektor, sodass durch diese personelle Verzahnung die enge Kooperation zwischen der Otto-von-Guericke-Universität und ihrem An-Institut ifak erreicht wird.

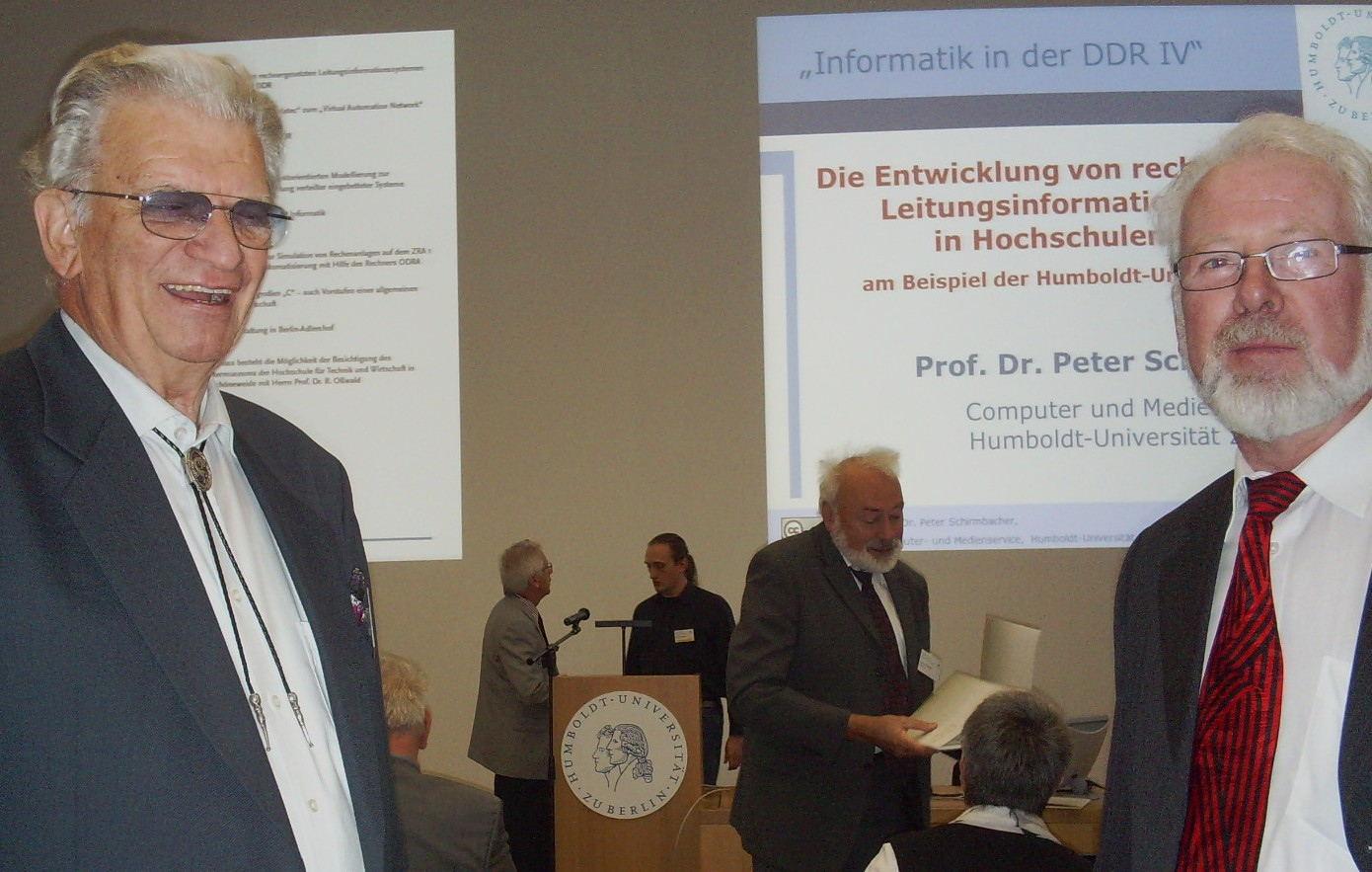
Peter Neumann (rechts) und Werner Richter – ehemaliger WGMA-Vorsitzender – bei einer Informatik-Tagung an der Humboldt-Universität zu Berlin, 2010

Die Gremienarbeit in technisch orientierten industriellen und wissenschaftlichen Organisationen war für Neumann ein stetes Anliegen. In diesen Organisationen, wie z. B. Wissenschaftlich-technische Gesellschaft Mess- und Automatisierungstechnik (WGMA) in der Kammer der Technik, Satellitennavigation Sachsen-Anhalt e. V. (SANASA), Gesellschaft zur Förderung angewandter Informatik e. V. (GFaI, Berlin) und Deutsche Forschungsgesellschaft für Anwendung der Mikroelektronik e. V. (DFAM) war er Beiratsmitglied oder im Vorstand aktiv. Außerdem wirkte er im Programmkomitee vieler Konferenzen und Tagungen mit. Er wirkte mehrere Jahre im wissenschaftlichen Beirat der Zeitschrift „messen-steuern-regeln“ (msr). Hervorzuheben ist hier noch einmal die PROFIBUS Nutzerorganisation, die er persönlich und mit über zehn Mitarbeitern in den vielen Arbeitsgruppen unterstützte, was bis in die heutige Zeit erfolgreich praktiziert wird. Unter seiner Leitung entstand und arbeitet eine der größten und erfolgreichsten Forschergruppen für die industrielle Kommunikation.
Auf dieser Basis entstand seine Idee des Virtual Automation Networks (VAN), die im gleichnamigen EU-Projekt mit Leben erfüllt wurde. Dieses neuartige und umfassende Konzept wird ganz sicher in die Zukunft wirken.
Die wissenschaftlichen Publikationen von Neumann umfassen mehr als 120 Arbeiten, darunter solche in Buchform mit mehreren Auflagen. Auch war er an Patenten beteiligt. Er hat Gutachten erarbeitet zu über 40 Dissertationen und Habilitationen (davon für 16 eigene Doktoranden) sowie zu zahlreichen Forschungsprojekten der Industrieautomation. Aus seinem akademischen Umfeld sind als Professoren hervorgegangen: Ulrich Jumar (Universität Magdeburg), Christian Diedrich (Universität Magdeburg), Bernd Henning (Universität Paderborn), Robert Hoyer (Universität Kassel), Martin Wollschlaeger (TU Dresden), Renè Simon (HS Harz/Wernigerode), Jörg Auge (HS Magdeburg/Stendal), Anatoli Makarov (HS Magdeburg/Stendal), Stephan Kühne (HS Zittau/Görlitz), Jürgen Jasperneite (Technische Hochschule OWL, Fraunhofer IOSB-INA/Lemgo).

## Ehrungen (Auswahl)
- 1971 „Carl Schorlemmer-Preis“ für seine Dissertation an der TH Merseburg
- 1987 Banner der Arbeit
- 2003 Gruson-Plakette des VDI Magdeburger Bezirksverband, Ehrenmitglied des VDI
- 2004 Ehrenmitglied der PROFIBUS Nutzer Organisation (PNO)
- 2012 Lifetime Contribution in Factory Automation Award (IEEE)

## Mitgliedschaften
- Emeritio

## Schriften (Auswahl)
- Mikrorechner in Automatisierungsanlagen. Reihe Automatisierungstechnik, Bd. 202. Verlag Technik, Berlin 1983.
- Hilfsmittel für Errichtung und Betrieb von Mikrorechner-Automatisierungsanlagen. Reihe Automatisierungstechnik, Bd. 219. Verlag Technik, Berlin 1986, ISBN 3-341-00060-7.
- Verhaltensanalyse und Dimensionierung von Mikrorechner-Automatisierungsanlagen. In: Eugen Philippow (Hrsg.): Taschenbuch Elektrotechnik in 6 Bänden, Bd. 4: Systeme der Informationstechnik. Verlag Technik, Berlin und Carl Hanser-Verlag, München 1990.
- Kommunikationssysteme in der Automatisierungstechnik. Reihe Automatisierungstechnik, Bd. 242. Verlag Technik, Berlin 1990, ISBN 3-341-00876-4.
- Mathematische Beschreibung von Leiteingriffs- und Meldungsprozessen in Prozeßleitsystemen. In: Automatisierungstechnik, München. Jg. 45, 1997, S. 175–180 (mit T. Grüterich).
- SPS-Standard: IEC 1131 : Programmierung in verteilten Automatisierungssystemen. Oldenbourg-Industrieverlag, München; Wien 1995, 2. Auflage 1998, 3. Auflage 2000, ISBN 978-3-8356-7005-1.
- Der Feldbus als Motor der Automatisierungstechnik. In: Automatisierungstechnische Praxis, München. Jg. 41, H. 7, 1999, S. 27–34.
- Der Weg zu offenen Prozeßleitsystemen. In: GMA Jahrbuch 1997, S. 128–148. VDI-Verlag, Düsseldorf 1996, ISBN 3-18-401611-0 (mit Ch. Diedrich und R. Simon).
- Wireless Sensor Networks in der Prozessautomation. Übersicht und Standardisierungsaktivitäten. In: Automatisierungstechnische Praxis, München. Jg. 49, H. 3, 2007, S. 61–67.
- Virtual Automation Networks. Heterogeneous Networks for Industrial Automation. In: Automatisierungstechnische Praxis International, München. H. 2, 2007, S. 36–46 (mit A. Pöschmann und E. Flaschka).
- Communication in Industrial Automation. What is going on? Control Engineering Practice. 15, 2007, pp. 1332–1347.
- Architectural Concept of Virtual Automation Networks. 17th IFAC World Congress, Seoul/Korea 2008. Invited Session “Virtual Automation Networks” (mit A. Pöschmann und R. Messerschmidt).
- Industrial Communication Protocols. In: Shimon Y. Nof (Hrsg.): Handbook of Automation. Springer Verlag, Dordrecht; Heidelberg; London; New York 2009, ISBN 978-3-540-78830-0 (mit C.E Pereira).
- Virtual Automation Networks. In: Bogdan M. Wilamowski, J. David Irwin (Hrsg.): The Industrial Electronics Handbook (Second Edition). Industrial Communication Systems. Taylor and Francis Group, LLCBoca Raton 2011, ISBN 978-1-4398-0281-6 (mit R. Messerschmidt).
- Vom Prozessleitsystem „audatec“ zum „Virtual Automation Network“. Viertes Symposium „Informatik in der DDR“, Schwerpunkt „Forschung in Informatik, Informations- und Automatisierungstechnik“. Humboldt-Universität, Berlin 2010. Tagungsband, S. 197–216, ISBN 978-3-86004-253-3.
- From Process Control Systems towards Virtual Automation Networks – Contribution of Computer Science. In: H. Unger, K. Kyamakya, J. Kacprzyk (Hrsg.): Autonomous Systems – Developments and Trends. Springer Verlag, Berlin Heidelberg 2011, ISBN 978-3-642-24805-4.
- Factory Automation – important steps and perspective. Emerging Technologies and Factory Automation ETFA, Kraków 2012.
- From Fieldbus to Automation Cloud. Industrial Communication Systems over two Decades. Keynote Speech, Workshop Factory Communication Systems WFCS, Toulouse 2014.
- Automatisierungstechnik an der Magdeburger Alma Mater. In: Der Maschinen- und Anlagenbau in der Region Magdeburg zu Beginn des 21. Jahrhunderts. Zukunft aus Tradition. Verlag Delta-D, Axel Kühling, Magdeburg 2014, S. 215–219, ISBN 978-3-935831-51-2.
- Hrsg.: Magdeburger Automatisierungstechnik im Wandel – Vom Industrie- zum Forschungsstandort. Autoren: Christian Diedrich, Rolf Höltge,  Ulrich Jumar, Achim Kienle, Reinhold Krampitz, Günter Müller, Peter Neumann, Konrad Pusch, Helga Rokosch, Barbara Schmidt, Ulrich Schmucker, Gerhard Unger, Günter Wolf. Otto-von-Guericke-Universität Magdeburg; Institut für Automation und Kommunikation Magdeburg (ifak), Magdeburg 2018, Herstellung: Grafisches Centrum Cuno GmbH & Co. KG, Calbe (Saale), ISBN 978-3-944722-75-7.